# قلون
قلون (بالإنجليزية: Qlone) هو تطبيق المسح التصويري لإنشاء نماذج ثلاثية الأبعاد على الأجهزة المحمولة. تطبيق قلون فريد من نوعه من حيث أنه يمكنه إنشاء نماذج ثلاثية الأبعاد على الجهاز المحمول دون الحاجة إلى خوادم سحابية خارجية. يمكن استخدام النماذج ثلاثية الأبعاد الناتجة في مجالات الواقع المعزز والواقع الافتراضي والطباعة ثلاثية الأبعاد والتكنولوجيا التعليمية وتصميم المنتجات والفن والعلوم والتصنيع.
تم تقديم تطبيق قلون في مؤتمر مطوري Apple العالمي في عام 2021. ظهر التطبيق أيضا على BBC Click في حلقة عن الذكاء الاصطناعي والواقع المعزز.

## المميزات
للمسح ، يلزم استخدام سطح مسح مدرج في التطبيق. يقوم المستخدم بطباعة سطح المسح على ورقة ، ثم يضع الكائن المراد مسحه ضوئيًا في مركزه. ترشد قبة الواقع المعزز المستخدم خلال عملية المسح. إصدار iOS من قلون يسمح بالمسح بدون سطح المسح.
يسمح التطبيق بالتصدير إلى عدة منصات في المجال ثلاثي الأبعاد مثل:
SketchFab ،  i.materialise ،  Lens Studio لـ SnapChat و Shapeways و CGTrader.
يمكنك أيضًا تصدير النماذج بمجموعة متنوعة من التنسيقات المقبولة - OBJ و STL و FBX و USDZ و GLB (Binary GLTF) و PLY و X3D.

## الاستخدام في الإنتاج

التقاط الوجه ثلاثي الأبعاد باستخدام تطبيق قلون

- عمليات مسح الصخور الفضائية لوكالة الفضاء الأوروبية [22][23]
- إنشاء موقع معرض افتراضي لموقع فورت فانكوفر التاريخي الوطني [24]
- قائمة في الواقع المعزز لسلسلة مطاعم مدريد "80 Maalot" [25]
- إنشاء نماذج لأجسام من أجل المحاكاة في مجال دراسات جراحة المخ والأعصاب [26][27]
- دورات MIT xPRO عبر الإنترنت في تقنيات الواقع الافتراضي والواقع المعزز [28]
- إنشاء نماذج ثلاثية الأبعاد من الاكتشافات الأثرية للمتاحف [29][30][31]
- إنشاء نماذج ثلاثية الأبعاد للوجه والجسم البشري للتعليم في مجالات علم التشريح والأحياء [32][33]

## وصلات خارجية
- موقع Qlone الرسمي